# آن كوزاك
آن كوزاك (بالإنجليزية: Ann Cusack)‏ مواليد 22 مايو 1961 في مانهاتن، نيويورك، الولايات المتحدة، هي ممثلة أمريكية بدأت مسيرتها الفنية عام 1992.

## وصلات خارجية
- آن كوزاك على موقع IMDb (الإنجليزية)
- آن كوزاك على موقع ألو سيني (الفرنسية)
- آن كوزاك على موقع أول موفي (الإنجليزية)
- آن كوزاك على موقع قاعدة بيانات الأفلام السويدية (السويدية)
- آن كوزاك على موقع إن إن دي بي (الإنجليزية)
- آن كوزاك على موقع قاعدة بيانات الفيلم (الإنجليزية)
- آن كوزاك على موقع كينوبويسك (الروسية)